# یواس‌اس پرمیت (اس‌اس‌ان-۵۹۴)
یواس‌اس پرمیت (اس‌اس‌ان-۵۹۴) (به انگلیسی: USS Permit (SSN-594)) یک زیردریایی بود که طول آن ۲۷۸ فوت ۵ اینچ (۸۴٫۸۶ متر) بود. این زیردریایی در سال ۱۹۶۱ ساخته شد.